# مارو یوکوویچ
مارو یوکوویچ (انگلیسی: Maro Joković؛ زادهٔ ۱ اکتبر ۱۹۸۷) بازیکن واترپلو اهل کرواسی است.